# Jonas L.A.
Jonas L.A. (Jonas under säsong 1), var en amerikansk TV-serie på Disney Channel. Serien följer de tre bröderna Joe, Nick och Kevin Lucas liv, de är medlemmar i ett populärt band som heter JONAS. I serien försöker killarna skildra sitt glamourösa liv med ett så normalt tonårsliv som möjligt. Bröderna bor i en ombyggd brandstation i New Jersey tillsammans med sin mamma Sandy, pappa Tom och yngre bror Frankie. Deras bandnamn kommer från gatan som de bor på, Jonas Street. I serien reser killarna från New Jersey till Los Angeles för att få lite semester under sommarlovet.
Serien debuterade på svenska Disney Channel den 2 oktober 2009. Serien visades både på engelska och svenska (dubbad). Andra säsongen började sändas den 5 november 2010.
Den 8 november 2010 bekräftades det att serien lagts ner efter två säsonger.

## Handling
Kevin, Nick och Joe reser till Los Angeles under sommaren (därav det nya titelnamnet på serien). De bjuder med vännerna Stella och Macy, som bor hos Stellas moster Lisa under vistelsen. I den nya säsongen introduceras en ny vän, Dennis Zimmer, eller DZ som han kallar sig, en kille som är son till en musikproducent. Under tiden de är i LA börjar Joe en skådespelarkarriär vid sidan av artisteriet. Han träffar den kända skådespelaren Vanessa Page som tycker han ska vara med i den kommande filmen "Forever April" där hon själv har huvudrollen. Killarna anordnar stor inflyttningsfest där bland annat Stella, Macy, DZ och Vanessa är inbjudna. Stella som funderat på att bli tillsammans med Joe igen kommer på andra tankar när hon misstolkar en kram mellan Joe och Vanessa. Joe, som också ville bli tillsammans med Stella igen, blir besviken när Stella säger att hon "bara vill vara vänner".
Nick börjar få känslor för Macy då hon inte längre agerar som ett "galet fan" utan mer som en vän. Efter ett svartsjukedrama blir de ett par och Nick gör det officiellt genom att skriva en låt till henne som han sjunger för henne inför de andra 
Kevin vill börja regissera och försöker ta kontakt med "Forever Aprils" regissör Mona Klein när hon är på besök för att ta bilder på Joe och Vanessa inför filmen, Joe fick rollen men mest tack vare Stella som hjälpte honom (Stella började sedan arbeta som filmens klädassistent). Mona säger åt Kevin att han ska hitta hennes örhänge som hon tappade bort på stranden i Malibu och då får han veta regissörernas hemlighet. Kevin och Nick går ut och letar med metall-detektor på stranden och hittar till slut örhänget. Mona berättar hemligheten som är "att köra på". Hon säger att absolut INGEN skulle erbjuda Kevin regissörsjobb. Då gör Kevin en film med alla sina vänner: Joe, Nick, Stella, Macy och Vanessa.
Relationen mellan Joe och Vanessa växer under filminspelningens gång och de blir ett par, samtidigt börjar Stella dejta Ben (en kille hon möter när hon är ute och vandrar med Macy). Spänningen som finns kvar mellan Joe och Stella är svår att missa och till slut ser Ben den och gör slut med Stella. Vanessa märker också av den, men inser att Joe behövs för hennes status och försöker därför sabotera Joe och Stellas vänskap. Stella försöker varna Joe men han tror inte henne förrän han får höra det med egna öron. Vanessa ber om ursäkt och de blir alla vänner igen.
I slutet av säsongen startar ett rykte om att bandet ska splittras, eftersom Nick får ett erbjudande att spela in låtar med en annan artist, Joe får erbjudande att vara med i en uppföljare till "Forever April", och Kevin får erbjudande att spela in David Henries nya film. Drama uppstår och fansen blir oroliga. Bandet försöker sätta stopp för alla rykten och anordnar en konsert där de ska visa att de fortfarande är ett band. Samtidigt har Joe och Stella blivit ihop igen, men efter att han berättade i en intervju att han skulle åka till Nya Zeeland i två månader orkar inte Stella längre och bestämmer sig för att åka tillbaka till New Jersey samma dag som konserten ska vara. Joe åker till flygplatsen för att stoppa henne men när han ser att hennes plan har åkt verkar allt hopp vara ute. Då ser han Stella sittande på sin resväska, förvirrad och ledsen då hon känner att "varken resa tillbaka eller stanna känns rätt". Stella börjar gå sin väg men Joe säger att han älskar henne, hon säger att hon älskar honom och de blir sams igen och bestämmer sig för att ta en dag i taget. De åker tillsammans till konserten som Macy försöker rädda med sina "pingvinskämt" och JONAS kan spela sina låtar och visa att de fortfarande är ett band.

## Rollfigurer

### Huvudroller
- Kevin Jonas som Kevin Lucas - Den äldste brodern i bandet.
- Joe Jonas som Joe Lucas - Mellanbrodern i bandet.
- Nick Jonas som Nick Lucas - Yngste brodern i bandet, men inte yngst i familjen.
- Chelsea Staub som Stella Malone - Bandets bästa vän, samt deras designer också.
- Nicole Anderson som Macy Misa - Stellas bästa vän som även är ett fan av bandet.

### Svenska röster
- Kevin - Viktor Åkerblom
- Nick - Adam Giertz
- Joe - Eddie Hultén
- Stella - Mikaela Tidermark Nelson
- Macy - Linda Åslund

### Återkommande roller

#### Alla säsongerna
- Frankie Jonas som Frankie Lucas - Bandets lillebror.
- Robert Feggans (Big Rob) som Big Man - Bandets livvakt.

#### Säsong 1
- Rebecca Creskoff som Sandy Lucas - Kevin, Joe, Nick och Frankies mamma.
- Chuck Hittinger som Van Dyke Tosh - En fotbollsspelare som går på samma skola som bandet. Har dejtat Stella.
- Tangelina Rousesom Mrs. Snark - En lärare från skolan som bandet går på i New Jersey.

#### Säsong 2
- Beth Crosby som Aunt Lisa - Stellas moster som Stella och Macy bor hos under deras vistelse i L.A.
- John Ducey som Tom Lucas - Kevin, Joe, Nick och Frankies pappa. Han var en huvudroll i första säsongen.
- Abby Pivaronas som Vanessa Page - En skådespelerska som är Joes motspelare i filmen April för evigt.
- Adam Hicks som Dennis Zimmer (DZ) - Ny vän till bandet som visar dem de heta ställena i L.A.
- China Anne McClain som Kiara - Big Mans systerdotter.
- Debi Mazar som Mona Klein - Regissör av filmen Forever April.

## Produktion
Serien filmades till en början i New Jersey under första säsongen, innan det ändrades till Los Angeles andra säsongen. Filmningen skedde vid Hollywood Center Studios där även andra Disney Channel situationskomedier har filmats över åren, som inkluderar The Suite Life on Deck och Wizards of Waverly Place. Till skillnad från de flesta Disney Channel Original-serierna, så filmades inte Jonas live inför en publik.

### Casting
Bland andra Nicole Anderson och Demi Lovato hade sökt rollen som Stella. Men rollen gavs istället till Chelsea Staub. Efter att seriens handling ändrats bestämde sig producenterna för att skapa en bästa vän åt Stella och erbjöd Nicole Anderson, Staubs bästa vän även i verkliga livet, rollen som Macy.
Rollen som Frankie Lucas var redan från början då den skapades, tänkt till Frankie Jonas. Även Robert "Big Rob" Feggans var tänkt för sin roll som JONAS livvakt "Big Man", eftersom han är killarnas livvakt i det verkliga livet också.

## Säsonger
| Säsong | Säsong | Avsnitt | Första sändning | Första sändning |
| ------ | ------ | ------- | --------------- | --------------- |
|        | 1      | 21      | 2 maj 2009      | 2 oktober 2009  |
|        | 2      | 13      | 20 juni 2010    | 5 november 2010 |

## Musik

### Säsong 1

#### Tracklista
Ett soundtrack har än så länge inte släppts för säsong 1. Men hela versionen av låten Give Love a Try finns med på Radio Disneys soundtrack Radio Disney Jams, Vol. 12.
| Spår | Titel                            | Avsnitt                                                    | Sång                   |
| ---- | -------------------------------- | ---------------------------------------------------------- | ---------------------- |
| 1    | "Give Love a Try"                | "Wrong Song", "Karaoke Surprise" och "Exam Jam"            | Nick Jonas & Joe Jonas |
| 2    | "Pizza Girl"                     | "Pizza Girl"                                               | Jonas Brothers         |
| 3    | "Keep It Real"                   | "Keeping It Real" och "Exam Jam"                           | Jonas Brothers         |
| 4    | "We Got To Work It Out"          | "Band's Best Friend", "Beauty and the Beat" och "Exam Jam" | Jonas Brothers         |
| 5    | "Why"                            | "Fashion Victim", "Detention" och "The Three Musketeers"   | Joe Jonas              |
| 6    | "Blue Danube" (Rock Version)     | "That Ding You Do"                                         | Jonas Brothers         |
| 7    | "Love Sick"                      | "Love Sick" och "Exam Jam"                                 | Jonas Brothers         |
| 8    | "Time Is On Our Side"            | "Stella's Birthday" och "Exam Jam"                         | Jonas Brothers         |
| 9    | "Scandinavia"                    | "Cold Shoulder" och "Exam Jam"                             | Kevin Jonas            |
| 10   | "Live to Party (Original Theme)" | Alla avsnitt                                               | Jonas Brothers         |

### Säsong 2

#### Tracklista
| Spår | Titel                                 | Avsnitt                        | Sång           |
| ---- | ------------------------------------- | ------------------------------ | -------------- |
| 1    | "Feelin' Alive"                       |                                | Jonas Brothers |
| 2    | "L.A Baby (Where Dreams Are Made Of)" | "House Party"                  | Jonas Brothers |
| 3    | "Your Biggest Fan"                    | "The Secret"                   | Nick Jonas     |
| 4    | "Critical"                            | "The Flirt Locker"             | Nick Jonas     |
| 5    | "Hey You"                             | "America's Sweethearts"        | Jonas Brothers |
| 6    | "Things Will Never Be the Same"       | "Up in the Air"                | Joe Jonas      |
| 7    | "Fall"                                | "Back to the Beach"            | Jonas Brothers |
| 8    | "Summer Rain"                         | "On the Radio"                 | Joe Jonas      |
| 9    | "Drive"                               | "Direct to Video"              | Nick Jonas     |
| 10   | "Invisible"                           | "And...Action"                 | Jonas Brothers |
| 11   | "Make It Right"                       | "Date Expectations"            | Joe Jonas      |
| 12   | "Chillin' in the Summertime"          | "A Wasabi Story"               | Jonas Brothers |
| 13   | "Set This Party Off"                  | "House Party" och "The Secret" | Jonas Brothers |

Bonusmaterial för köpt skiva
- En akustisk version av låten "Critical"
- Musikvideor
- Låttexter till alla låtarna

### Musikvideor
| År   | Titel                           | Album     |
| ---- | ------------------------------- | --------- |
| 2009 | "We Got To Work This Out"       | Jonas     |
| 2009 | "Keep It Real"                  | Jonas     |
| 2009 | "Live To Party"                 | Jonas     |
| 2009 | "Pizza Girl"                    | Jonas     |
| 2009 | "Why"                           | Jonas     |
| 2009 | "Love Sick"                     | Jonas     |
| 2010 | "L.A. Baby"                     | Jonas L.A |
| 2010 | "Fall"                          | Jonas L.A |
| 2010 | "Chillin In the Summertime"     | Jonas L.A |
| 2010 | "Feelin' Alive"                 | Jonas L.A |
| 2010 | "Make It Right"                 | Jonas L.A |
| 2010 | "Invisible"                     | Jonas L.A |
| 2010 | "Hey You"                       | Jonas L.A |
| 2010 | "Your Biggest Fan"              | Jonas L.A |
| 2010 | "Critical"                      | Jonas L.A |
| 2010 | "Set This Party Off"            | Jonas L.A |
| 2010 | "Things Will Never Be the Same" | Jonas L.A |